# ぼくらのかぞく
『ぼくらのかぞく』は、ミレニアムキッチンが制作しソニー・コンピュータエンタテインメントから2005年3月24日に発売されたPlayStation 2用ゲームソフト。
第9回文化庁メディア芸術祭審査委員会推薦作品。
ゲームデザインおよび脚本は綾部和、キャラクターデザインは上田三根子。

## 概要
本作は、プレイヤーが両親となり25歳から60歳までの35年間、子供を育てる子育てシミュレーションである。
ただし、本作はいわゆる「良い子」を育てることが目的ではなく、「なすがまま」を基本としている。子供に名前をつけることが可能だが、ゲーム内ではニックネームで呼ばれる。
物語は高円寺を中心とした東京都内を舞台として進行する。

### ゲームシステム
1年を春、夏、秋、冬で分け、季節の初めに選択肢が出現し、子供のステータスを調節できるようになっている。また、あえて選択肢を選ばないこともできる。
子供が適齢になると進学、就職が発生するが、進学には学力が、就職には特定の学校を卒業したり、部活動に入ることが必要である。
なお、就職先はそれぞれ4つ用意されている。
進学、就職の際に本を与えることができ、これでステータスを調整できるが、どれかを必ず与えなければならず、一度与えた本はそれ以降与えることができない。
給料はクイズ、ミニゲームなどで能力給が上昇し子供を大学に行かせたい時に必要となる。給料1000貯めると最後のイベントで改築が用意されている。
幼稚園は全員さくら幼稚園に入る。小学生に進学の際、高円寺小学校、のびのび学園初等部がある。
中学生に進学の際、杉並第一中学校、クレパー学園中学校、清星女学院中等部がある。
高校生に進学の際、武蔵野南高等学校、エース学園高等学校、清星女学院高等学校がある。
大学は国立帝都大学（農学部、工学部）、私立ユーラシア大学（政策学部、教育学部）、清星女子大学（文学部、経営学部、国際社会学部）がある。
専門学校は新宿調理師専門学校（洋食科、和食科）、帝都大学付属病院看護学校、田中千代服飾専門学校がある。
職業は東京都の公務員、新聞社、高校教師、フラワーショップ、建設会社、フレンチレストラン、パンの製造・販売、工務店、格付け機関、帝都大学付属病院、和食割亭、幼稚園助手、テレビゲーム制作会社、古書店、旅行代理店バスガイド、出版社、アパレル企業、カフェ・飲食店などがある。就職の際は指定の学校に進学しないとできない場合もある。
浪人する際、予備校は河合塾がある。

### 子供の結婚
指定の学校に進学、家庭教師をつける、ラブゲージを上げる、下宿人募集など、特定の条件を満たせば、子供が結婚する。

### ステータス
子供には「性格」、「精神」、「ラブ」、「気力」、「体力」の5つのステータスがあり、これを調節することで学力の伸びが変化したり、恋愛イベントが発生する。
ゲージが青い部分にあれば学力の伸びがよくなるなど子供は適切に育つが、赤い部分になると学力の伸びが悪くなったりする。性格のバリエーションは14種類ある。
学力が足りない場合は家庭教師を付けることができる。その際、文系か理系、またはその両方を頑張るという選択肢がある。

### シナリオ
シナリオは「A ちょっと子だくさん」、「B それなりに子だくさん」、「C かなり子だくさん」の3本で、それぞれ3人、4人、5人（3回目からは6人）の子供を育てる。
ここのシナリオは子供の数が違うだけではなく、周囲の登場人物も変わっている。また、一つのシナリオを複数回行うことで発生するイベントもある。

### その他
また、このゲームは高円寺を舞台にしている。
ベテランの成人向け漫画家、伊駒一平が関係者の一人としてクレジットされており、伊駒本人も自身の単行本あとがきでこれについて触れている。
このゲームの主題歌はサイバートランスでお馴染みのDJ サミーのHeaven (ブライアン・アダムスの曲)が使用されている。

## 登場人物

### 家族
おとうちゃん
声：小山力也
本作の主人公。仕事は児童書籍の編集者。
50代になると突如老けてしまう。
おかあちゃん
声：堀越真己
主人公の妻。専業主婦。幼稚園の頃からチコというニックネームで呼ばれている。
おとうちゃんとは同い年で小学校からの付き合い。
子供たちにニックネームをつける。
おばあちゃん
声：京田尚子
おとうちゃんの母。本名はウメ。
子供が1歳になると本を与えてくれる。
37歳でおとうちゃんを産むが、62歳から97歳まで全く姿が変わることがない。
趣味はホラービデオの観賞。

### 子供たち
子供の人数は、シナリオAでは3人（男の子2人、女の子1人）、シナリオBでは4人（全員女の子）、シナリオCでは6人（男の子4人、女の子2人）である。
シナリオCは第六子の登場が条件付きであるため、最初と2回目のプレイ時では5人（男の子3人、女の子2人）である。下記の表の太字で表示されている子供は1つのシナリオのみ登場。
| 子供の出産順 | A                | B              | C                |
| ------------ | ---------------- | -------------- | ---------------- |
| 第一子       | モック（長男）   | キョロ（長女） | モック（長男）   |
| 第二子       | ゲンコツ（次男） | プー（次女）   | キョロ（長女）   |
| 第三子       | プー（長女）     | コッコ（三女） | ゲンコツ（次男） |
| 第四子       |                  | ニヤ（四女）   | コッコ（次女）   |
| 第五子       |                  |                | ジジ（三男）     |
| 第六子       |                  |                | パンツ（四男）   |

#### 男の子
モック
声：津村まこと（0歳～12歳）、幸田夏穂（13歳～18歳）、宮本充（19歳以降）
シナリオA、Cに登場する男の子。
両方のシナリオで最初の春に第一子、長男として生まれる。
ニックネームの由来は、鼻が高く樫の木モックを連想させたから。
第一子らしく学力の伸びがよく、不良や甘えん坊になることはない。
就ける職業は、畜産試験場の職員、新聞記者、高校教師、花屋の店員。
武蔵野南高校に入学して、さっちと出会う。高校卒業から10年後の同窓会で再会し、31歳の時に彼女と結婚する。32歳の時に男の子をもうける。
ゲンコツ
声：浅野まゆみ（0歳～18歳）、奥田啓人（19歳以降）
シナリオA、Cに登場する男の子。
シナリオAでは3年目の春に第二子、次男として生まれる。
シナリオCでは5年目の春に第三子、次男として生まれる。
ニックネームの由来は、手をギューッと握っていたから。
スポーツは得意だが、勉強は伸びが悪い。
就ける職業は、建設会社社員、フレンチレストランのコック、パン屋の店員、大工。
みちる嬢とは、シナリオAでゲンコツが21歳の春に下宿人を募集することで出会い、25歳の時に結婚する。27歳の時に男の子をもうける。
シナリオCでのゲンコツの結婚はコッコが鍵となる。彼女が浪人しないで「私立 清星女子大学 文学部」に入学して出版社に入社することが条件になっている。
コッコが職場でみちる嬢と親しくなり、ゲンコツが25歳の時に、家に連れて来ることで彼が結婚するきっかけになる。
ジジ
声：小暮英麻（0歳～12歳）、進藤一宏（13歳～18歳）、内田夕夜（19歳以降）
シナリオCのみに登場する男の子。
シナリオCで9年目の春に第五子、三男として生まれる。
ニックネームの由来は、顔がちょっと爺臭かったから。
学力や美術の伸びがよい。細かいことに気付くなど鋭い面がある。
就ける職業は、ゲームのハード設計者、新聞記者、アニメーター、ラーメン屋の店員。
ジュンとは杉並第一中学に入学してクラス委員になることで親しくなり、24歳の時に結婚する。26歳の時に男の子をもうける。
パンツ
声：浅井清己（0歳～12歳）、喜田あゆ美（13歳～18歳）、真殿光昭（19歳以降）
シナリオCに登場する男の子だが、シナリオCを2回クリアしないと登場しない。
シナリオCで第六子、四男として生まれる。
ニックネームの由来は、パンツの汗をおとうちゃんがモックのパンツで拭いてしまったから。
美術の伸びはずば抜けているが、文系は低い。また、第六子のため、お金や本などに制限がかかりやすく、望みどおりに成長させるのが難しい。
就ける職業は、ゲームプログラマー、看護師、漫画家、古着屋の店員。
リリーちゃんとは、父の職場の後輩ということもあって、27年目の秋、パンツが小学三年生（9歳）のときに出会う（この時点でラブが8以上ではないとこのイベントが発生しない）。34年目の秋、パンツが16歳の時に再会する。その後、結婚して男の子をもうける。彼女とは10歳も年の差が離れている。

#### 女の子
キョロ
声：黒田弥生（0歳～15歳）、安藤麻吹（16歳以降）
シナリオＢ、Ｃに登場する。
シナリオBでは最初の春に第一子、長女として生まれる。
シナリオCでは3年目に第二子、長女として生まれる。
ニックネームの由来は、目がキョロキョロしていたから。
モックと同じく学力の伸びがよく、不良になることはない。ただし、シナリオCで結婚するためにはステータスのどれか一つを赤ゲージにしなければならず、最も育て方が難しい子供である。
就ける職業は、畜産試験場の職員、ゲーム会社の秘書、古書店員、バスガイド。
吉本くんとは、シナリオBで21年目の春、キョロが21歳の時に下宿人を募集することで出会う。30歳の時に再会し、31歳の時に結婚する。33歳の時に子供をもうける。
シナリオCではキョロのステータスが関係する。28年目（春）、33年目（夏）に吉本くんと会うイベントがある。両イベントともこの時点でゲージが赤ではないとそのイベントが発生しない。
プー
声：谷井あすか（0歳～15歳）、石塚理恵（16歳以降）
シナリオA、Bに登場。
シナリオAでは5年目に第三子、長女として生まれる。
シナリオBでは3年目に第二子、次女として生まれる。
ニックネームの由来は、プーッ(ふっくら)としていたから。
いつも顔は笑顔で、おとなしく穏やか。ただし、不良になることもある。また、独り言が多い。
就ける職業は、格付け機関の職員、看護師、板前、幼稚園の助手。
もりしげさんとは、プーの「ラブ」ゲージが高ければ出会えるため、難易度は低い。彼女が20歳の時に彼が家の樹木を見に来るイベントがある。22歳の時に、彼がメジャーを持って、プーに「測らせて」（当の本人は家の樹木について測らせてと頼んでいる）と迫ったのが出会いのきっかけである。25歳の時に結婚する。27歳の時に女の子をもうける。
シナリオBでは25年目（夏）、プーが22歳の時に彼に会うイベントがある。27年目（夏）、プーが24歳の時に彼と再会して、その1年後に結婚する。
コッコ
声：小暮英麻（0歳～15歳）、坂本真綾（16歳以降）
シナリオB、Cに登場。Cでは次女で第四子。
シナリオBでは5年目に第三子、三女として生まれる。
シナリオCでは7年目に第四子、次女として生まれる。
ニックネームの由来は、小柄で可愛らしかったから。しかし成長すると姉妹で一番身長が高くなる。
勉強面は理系の伸びがいい。
就ける職業は、ゲームプログラマー、雑誌編集者、ユニクロのプランナー、喫茶店の店員。
コッコのラブゲージが高い状態で、シナリオBの19年目～21年目（シナリオCでは21年目～23年目）に誰かに家庭教師を雇うことで高砂先生と出会う。彼女が20歳の時に彼と再会して、彼との間に子供を身ごもる。21歳の春に女の子を産み、22歳の時に彼と結婚する。その為、子供達の中では唯一結婚前に妊娠する。
シナリオCでもコッコの結婚はシナリオBと同じだが、ゲンコツの結婚には彼女が浪人しないで「私立 清星女子大学 文学部」に入学して出版社に入社することが条件になっている。そこでみちる嬢と親しくなり家に連れて来ることでゲンコツが結婚するきっかけになる。
ニヤ
声：伊倉一恵
シナリオBのみに登場する女の子。
シナリオBで7年目に第四子、四女として生まれる。
ニックネームの由来は、ニヤニヤ笑っていたから。
個性的で一人称は「オイラ」。学力の伸びは非常に悪いが、美術の伸びが良い。
就ける職業は、ベンチャーを起業し雑貨輸入会社社長、インディーズブランドのオーナー、木工クラフト作家、花屋の店員。
健太くんとは11年目（秋）、ニヤが4歳の時に出会う。26年目（秋）、ニヤが19歳の時に再会する。ニヤが28歳の時に結婚して、その1年後に女の子をもうける。

### 子供たちの伴侶
永井幸
声：森永明日夏
モックの伴侶、愛称は「さっち」。モックが武蔵野南高校に入学しなければ出会えない。
帰国子女で、高校卒業と同時に父親のいるカナダへ向かう。10年後に再会し、結婚することになる。
今野みちる
声：永澤菜教
ゲンコツの伴侶、愛称は「みちる嬢」。ゲンコツより一つ年下。シナリオAでは下宿、Cではコッコが編集者になることが条件。
Aではハキハキ物事を言うイメージだが、Cではゲンコツの「ピンクのモモヒキ」に惹かれ、ゲンコツ25歳の夏に出会い、同年の秋に結婚するという、よく分からない女性になっている。
長崎ジュン
声：幸田夏穂
ジジの伴侶、愛称は「ジュン」。ジジが杉並第一中学に入学する必要がある。
ジジとクラス委員になることで親しくなる。ハキハキと物事を言い、口調が厳しい。
諫早百合子
声：浅野まゆみ
パンツの伴侶、愛称は「リリーちゃん」。パンツより10歳も年上。
お父ちゃんの後輩で、パンツが小学三年生のときに出会う。パンツを「そばかすのカワイイ男の子」と何度も呼ぶあたり、ショタコンなのかもしれない。
吉本友好
声：平田広明
キョロの伴侶、愛称は「吉本くん」。シナリオBは下宿させるだけだが、Cはキョロのステータスが関係している為、結婚させるのが難しい。
医大生で、穏やか、控えめな性格。
森繁幹夫
声：加瀬康之
プーの伴侶、愛称は「モリシゲさん」。プーの「ラブ」ゲージが高ければ出会えるため、難易度は低い。
公務員で街の樹木を保護する仕事をしている。メジャーを持って、プーに「測らせて」と迫ってくる。
高砂ちなつ
声：遠藤純一
コッコの伴侶、愛称は「高砂先生」。コッコより10歳年上。誰かに家庭教師としてつけさせ、コッコの「ラブ」ゲージが高ければいいので、これも難易度は低い。
家庭教師で、真面目な人だが、成長したコッコと再会して結婚する前に子供を作ってしまう。
山吹健太
声：咲野俊介（少年時：高山みなみ）
ニヤの伴侶、愛称は「健ちゃん」。ニヤより8歳年上。ニヤが幼いときに出会い、大きくなってから再会する。再会できるかは初対面の時のニヤの性格が関係する。
服屋の店長をしている。「ドーンとドンと」が口癖。

### 周囲の人々
中田たなか
声：桐本琢也
おとうちゃんの同僚。遊び好きでいいかげん。良子が好き。
祐天寺良子
声：高山みなみ
おとうちゃんの同僚。文句を言いつつも、中田を気にしているようである。
荒川渡
声：森田順平
おとうちゃん、おかあちゃんの高校時代の同級生。清星女学院高等部で教師をしている。モックが高校教師に就いたり、女の子が清星女学院に入学すると出てくるため、他の人物よりも主人公家族との関わりが深い。
高校時代におかあちゃんから告白されて振ったことがあり、そのことで一悶着がある。
二条院桐子
声：一城みゆ希
おとうちゃんの大学時代の友人。おとうちゃんが昔好きだった人。
シナリオCを7回プレイしないと出てこない。
明日葉優
声：田中敦子
シナリオAを6回プレイすると下宿人として出てくる。大学生だが休学中。数学が得意で子供たちにも教えてくれる。
ニック
声：デビッドニール
シナリオBを6回プレイすると下宿人として登場する。プロのカメラマン。
さがら先生
声：平野稔
子供の体調が悪いと診察してくれる老医者。
『ぼくのなつやすみ2 海の冒険篇』に登場した相楽のじいちゃんと同一人物であることが示唆されている。
古井盆栽
声：青島幸男
ばあちゃんのボーイフレンド。お互い伴侶をなくしているためか、仲がいい。
ただし、ゲーム中に二人が再婚することはない。

## スタッフ
- 監督・ゲームデザイン - 綾部和
- キャラクターデザイン - 上田三根子

取材協力
- 朝日新聞社
- 講談社
- コニカミノルタプラネタリウム株式会社
- サンシャイン国際水族館
- JR東日本
- スズキ株式会社
- 月刊ソトコト編集部
- 東京タワー
- 株式会社トムスエンターテインメント
- フレッシュネスバーガー
- ユニクロ
- 奥多摩町立小河内小学校
- 豊島区立平和小学校
- 香川学園 宇部フロンティア大学付属幼稚園
- 香川学園 宇部フロンティア大学付属中学校
- 香川学園 宇部フロンティア大学付属香川高等学校
- 桜丘中学・高等学校
- 稚竹幼稚園
- 別府中央幼稚園
- 新宿調理師専門学校
- 東京田中千代服飾専門学校（現・渋谷ファッション&アート専門学校）
- 東京都立大学
- 河合塾
- 河合塾美術研究所
- 東京都 江戸東京博物館
- 東京都 恩賜上野動物園
- 東京都 葛西臨海水族園
- 東京都 多摩動物公園
- 東京都 畜産試験場
- 東京都 夢の島熱帯植物館
- 日本科学未来館
- 国営 武蔵丘陵森林公園
- 国立 西洋美術館
- ASA大和町
- オルブロート一番
- 柏厚生総合病院
- Café Noble
- 株式会社ブルーミスト オランダ屋 高円寺店
- 珈琲亭 七つ森
- 古書籍 球陽書房本店
- 島忠ホームセンター 中野店
- 空知堂
- 田島花苑
- なみのゆ
- ひなた食堂
- ペンプロ
- 有限会社グラフィス
- 有限会社デザートスノー
- Last Kingdom
- らーめん 一蔵

## 書籍
背景画集 草薙3 日本の風景編
「ぼくのなつやすみ3」の背景画を150点以上、「ぼくらのかぞく」の背景画を約50点。
草薙【著】
出版2007年12月27日